# KylieFever2002: Live in Manchester
KylieFever2002: Live in Manchester es un DVD filmado en un concierto en Mánchester el 4 de mayo de 2002 de la gira de conciertos de Kylie Minogue KylieFever2002. El DVD contiene el concierto completo de dos horas, un documental de 30 minutos detrás de las escenas, las proyecciones de las canciones "Cowboy Style", "Light Years"/"I Feel Love", "I Should Be So Lucky" y "Burning Up", y una galería de fotos. Una versión de edición limitada se lanzó también, con el empaquetado ligeramente diferente y un CD extra con toques de luz del concierto KylieFever2002.
KylieFever2002: Live in Manchester alcanzó el número 16 en la lista Billboard de vídeo.

## Lista de canciones
DVD
Act 1: Silvanemesis
1. "Come Into My World"
2. "Shocked"
3. "Love at First Sight"
4. "Fever"

Act 2: Droogie Nights
1. "Spinning Around"

'Act 3: The Crying Game
1. "Crying Game Medley" 
  - Where Is The Feeling?"
  - The Crying Game"
  - Put Yourself in My Place"
  - "Finer Feelings"
  - "Dangerous Game"
2. "GBI: German Bold Italic"

Act 4: Street Style
1. "Confide in Me"
2. "Cowboy Style"
3. "Kids"
4. "On a Night Like This"

Act 5: Sex in Venice
1. "The Loco-Motion"
2. "Latin Medley:
  - "In Your Eyes"
  - "Please Stay"
  - "The Rhythm of the Night"

Act 6: Cybertronica
1. "Limbo"
2. "Light Years"/"I Feel Love"
3. "I Should Be So Lucky"/ "Dreams"

Act 7: Voodoo Inferno
1. "Burning Up"
2. "Better the Devil You Know"

Encore
1. "Can't Get You Out of My Head"

CD Extra
1. "Come Into My World"
2. "Shocked"
3. "Love at First Sight"
4. "Fever"
5. "Spinning Around"
6. "The Crying Game Medley"
7. "Confide in Me"
8. "Cowboy Style"
9. "Kids"
10. "On a Night Like This"
11. "The Loco-Motion"
12. "In Your Eyes"
13. "Better the Devil You Know"
14. "Can't Get You Out of My Head"